# 艾蜜莉在巴黎
《艾蜜莉在巴黎》（英語：Emily in Paris）是一部美國喜劇劇情類型的網路劇集，由達倫·史塔開創，莉莉·柯林斯領銜出演女主角，她從芝加哥前往巴黎，以美國人的視角為法國子公司提供社會網路行銷業務的新創意。菲莉普帕妮·萊蘿伊-柏莉烏、艾希莉·朴、盧卡斯·巴禾、山謬·阿諾德、布魯諾·格里和卡蜜兒·塞拉萊擔當聯合主演。劇集於2020年10月2日在串流媒體平台Netflix首播。2020年11月，該系列續訂第二季，於2021年12月22日首播。2022年12月21日，第三季首播。2024年5月，宣布第四季將分成兩部播出，並排定第一部於8月15日首播，第二部於9月12日首播。

## 劇情
20多歲的艾蜜莉來自美國芝加哥，機緣巧合下她得到遠赴法國巴黎的工作機會。她需要兼顧自己的事業、友情以及戀情生活。

## 演員與角色

### 主要角色
- 莉莉·柯林斯 飾演 艾蜜莉·庫柏（Emily Cooper）：20歲出頭的美國人，從芝加哥來到巴黎，負責吉爾伯集團在法國分公司薩維瓦的社會網路行銷工作。
- 菲莉普帕妮·萊蘿伊-柏莉烏（英语：Philippine Leroy-Beaulieu） 飾演 希維爾（Sylvie）：艾蜜莉的法國上司。
- 艾希莉·朴（英语：Ashley Park (actress)） 飾演 敏迪·陳（Mindy Chen）：艾蜜莉在巴黎結識的好友，從事褓姆工作。
- 盧卡斯·巴禾 飾演 加百列（Gabriel）：艾蜜莉的樓下鄰居，一名廚師。
- 山謬·阿諾德（英语：Samuel Arnold (actor)） 飾演 朱利安（Julien）：艾蜜莉的法國同事。
- 布魯諾·格里（英语：Bruno Gouery） 飾演 路克（Luc）：艾蜜莉的法國同事。
- 卡蜜兒·塞拉萊 飾演 卡蜜兒（Camille）：艾蜜莉的新朋友，加百列的女友。
- 威廉·阿巴迪（英语：William Abadie） 飾演 安東尼·蘭伯特（Antoine Lambert）：薩維瓦公司的客戶，梅森拉芙香水公司的創始者，與希維爾有婚外情。
- 盧西安·拉維斯考特 飾演 艾菲（Alfie）：艾蜜莉的男友，來自英國倫敦的會計師，梅森拉芙香水公司的新財務長。

### 常設角色
- 凱特·華許（英语：Kate Walsh (actress)） 飾演 麥德琳·惠勒（Madeline Wheeler）：艾蜜莉在芝加哥的上司，因意外懷孕派遣艾蜜莉代替自己去巴黎工作。
- 阿诺·维亚德（Arnaud Viard） 飾演 保羅·寶樂沙（Paul Brossard）：法國薩維瓦公司的創始人。

### 客串角色
- 羅·哈特蘭普夫（Roe Hartrampf） 飾演 道格（Doug）：艾蜜莉在芝加哥的男友。
- 克勞德·佩倫（英语：Claude Perron） 飾演 柏翠珊（Patricia）：艾蜜莉的法國同事，負責薩維瓦公司此前的社會網路行銷工作。
- 查莉·福凱（Charley Fouquet） 飾演 凱特琳·蘭伯特（Catherine Lambert）：安東尼的妻子。
- 伊昂·拜利 飾演 蘭迪·季默（Randy Zimmer）：知名連鎖酒店的老闆。
- 让-克里斯托夫·布维（英语：Jean-Christophe Bouvet） 飾演 皮爾·卡特（Pierre Cadault）：知名高級女裝設計師。
- 朱利安·弗洛朗西格（Julien Floreancig） 飾演 托馬（Thomas）：符號學教授。
- 卡爾森·楊 飾演 布魯克林·奇樂（Brooklyn Clark）：美國知名女星。

## 集數

### 影集概覽
| 季數 | 集数 | 集数 | 上線日期       | 上線日期       |
| ---- | ---- | ---- | -------------- | -------------- |
| 1    | 10   | 10   | 2020年10月2日  | 2020年10月2日  |
| 2    | 10   | 10   | 2021年12月22日 | 2021年12月22日 |
| 3    | 10   | 10   | 2022年12月21日 | 2022年12月21日 |
| 4    | 10   | 5    | 2024年8月15日  | 2024年8月15日  |
| 4    | 10   | 5    | 2024年9月12日  | 2024年9月12日  |

#### 第1季（2020年）
| 總集數 | 集數 （季） | 標題                                          | 導演          | 編劇                                 | 上線日期      |
| --- | ----------- | --------------------------------------------- | ------------- | ------------------------------------ | ------------- |
| 1 | 1           | 艾蜜莉在巴黎 Emily in Paris                   | 安德魯·弗萊明 | 達倫·史塔                            | 2020年10月2日 |
| 艾蜜莉·庫柏就職於芝加哥的行銷公司吉爾伯集團。因上司麥德琳·惠勒突然懷孕，艾蜜莉被派遣到新收購的巴黎分公司薩維瓦工作。她主要負責社會網路行銷業務，以美國人視角提供新的創意。由於不會說法語，艾蜜莉感到被孤立，眾人拒絕了她一起吃飯的邀約，她的想法不被包括新上司希維爾在內的同事認可。艾蜜莉在巴黎分別結識了從事褓姆工作的敏迪和樓下的鄰居加百列。與此同時，遠在芝加哥的男友道格計劃在下週來到巴黎看望艾蜜莉。 |             |                                               |               |                                      |               |
| 2 | 2           | 陽性與陰性 Masculin Féminin                   | 安德魯·弗萊明 | 達倫·史塔                            | 2020年10月2日 |
| 艾蜜莉在晚宴上結識客戶安東尼·蘭伯特，他經營知名的香水公司梅森拉芙。艾蜜莉利用社群網路的行銷策略引起安東尼的興趣，但遭到希維爾的打壓。希維爾安排她負責行銷另一款使年老女性陰道回復濕潤的產品「重拾年輕」。朱利安悄悄告知艾蜜莉，希維爾是安東尼的情人。艾蜜莉與敏迪聚餐，發現餐廳的廚師是艾蜜莉的樓下鄰居加百列。道格沒有如期來到巴黎，他不願這種異地戀再繼續下去，兩人因此分手。艾蜜莉得知在法語中「陰道」為陽性詞之後，在Instagram上分享「重拾年輕」的產品圖片，配文「陰道不屬於男人」。法國第一夫人碧姬·馬克宏轉發了艾蜜莉的這條貼文。薩維瓦公司的同事開始接納艾蜜莉。                                  |             |                                               |               |                                      |               |
| 3 | 3           | 性感或性別歧視 Sexy or Sexist                 | 安德魯·弗萊明 | 達倫·史塔                            | 2020年10月2日 |
| 艾蜜莉參與安東尼的香水廣告拍攝，因女模特全裸出場，她對此抗議，認為這是性的物化。成片之後，艾蜜莉建議將廣告放上Twitter，邀請人們參與「性感還是性別歧視」的投票，間接提升了香水品牌的知名度。安東尼為表達感謝，送給艾蜜莉一套內衣。芝加哥總公司發來「企業誡條」，艾蜜莉希望同事按規行事，遭到眾人抵制。公寓的淋浴壞掉，因為語言溝通障礙，艾蜜莉請求鄰居加百列幫忙。在敏迪的晚宴上掃興而歸，艾蜜莉來到餐館，加百列安慰了她。 |             |                                               |               |                                      |               |
| 4 | 4           | 只是一個吻 A Kiss Is Just A Kiss              | 佐伊·卡薩維特 | 凱拉·阿爾珀特                        | 2020年10月2日 |
| 艾蜜莉在買花時結識巴黎女子卡蜜兒，她邀請艾蜜莉參加畫廊的藝術展，同時表示芝加哥的知名連鎖酒店老闆蘭迪·季默也會參加。艾蜜莉回到公司，撞見安東尼與希維爾發生爭執。為留住安東尼這個客戶，艾蜜莉假稱已經策劃了新的行銷提案，向他許諾將香水推銷給季默。在畫展上，艾蜜莉說服季默前來公司商談。當晚，艾蜜莉因疏忽了法國的日期表達格式而訂錯就餐時間，她只得將眾人帶到加百列的餐廳。雙方達成合作協議。希維爾鼓勵艾蜜莉接受加百列。艾蜜莉親吻了加百列並向他道晚安之後，遇到卡蜜兒，發現她是加百列的女友。 |             |                                               |               |                                      |               |
| 5 | 5           | 假朋友 Faux Amis                              | 佐伊·卡薩維特 | 阿里·沃勒和喬·墨菲                   | 2020年10月2日 |
| 艾蜜莉在Instagram上的貼文受到德瑞美妝的注意，她受邀參加該公司舉辦的網紅午宴。艾蜜莉從同事口中得知德瑞曾是薩維瓦的客戶，決定前往說服德瑞的公司主管奧利維亞·湯普森重新選擇薩維瓦。她的舉動沒有得到上司希維爾的支持。艾蜜莉回到公寓時遇到卡蜜兒和加百列，兩人帶她遊覽夜晚的巴黎。希維爾為瑞典奢華床墊公司海絲騰設計的提案未能達到客戶的要求，艾蜜莉提出結合網路行銷，將床墊佈置在戶外，以此在網絡傳播。希維爾不滿意艾蜜莉在Instagram上免費為其他品牌做業配，要求她關停帳號。艾蜜莉和敏迪當晚遊玩了巴黎的多個知名景點。海絲騰公司要求將床墊放置在艾蜜莉的拍照的地點，希維爾因此同意艾蜜莉繼續經營Instagram。 |             |                                               |               |                                      |               |
| 6 | 6           | 爛俗 Ringarde                                 | 安德魯·弗萊明 | 馬特·惠特克                          | 2020年10月2日 |
| 艾蜜莉隨著希維爾和朱利安參觀知名高級女裝設計師皮爾·卡特的工作室，皮爾·卡特看到艾蜜莉手袋上的吊飾，稱她為「爛俗婊」。艾蜜莉在花神咖啡館偶遇符號學教授托馬，兩人話語投機，艾蜜莉邀他來到公寓。兩人受到加百列和卡蜜兒的邀約一起就餐。轉天之後，加百列告訴艾蜜莉，他認為托馬是勢利小人，配不上她。為接近皮爾·卡特，艾蜜莉邀請托馬陪同觀看芭蕾舞劇《天鵝湖》。托馬稱這齣戲劇只是專為遊客演出的爛表演，認為皮爾·卡特是名聲過譽的設計師。艾蜜莉因此與他分手，之後她進入皮爾·卡特的私人包廂，說服他考慮聘用薩維瓦行銷公司。                                                                                      |             |                                               |               |                                      |               |
| 7 | 7           | 法式結尾 French Ending                        | 安德魯·弗萊明 | 艾蜜莉·戈德溫和莎拉·崔（Sarah Choi） | 2020年10月2日 |
| 希維爾計劃與安東尼前往聖巴泰勒米度假，因此艾蜜莉負責接待美國知名女星布魯克林·奇樂。布魯克林來到巴黎參加富爾捷公司的新品發佈晚宴，晚宴上推出價值二百萬歐元的旗艦手錶。安東尼的妻子凱特琳提前得知了他的行程計劃，誤以為是為自己預訂的秘密驚喜。加百列的老闆有意將餐館出售給他，卡蜜兒願意提供資金幫助。布魯克林提前離開晚宴，加百列幫助艾蜜莉一起追蹤她來到一家夜店。富爾捷公司的老闆要求艾蜜莉拿回布魯克林手上戴著的名貴手錶，但是酒店前台不同意讓她進入布魯克林的房間。希維爾到來解決了問題，取回手錶。                                                                                                  |             |                                               |               |                                      |               |
| 8 | 8           | 家務事 Family Affair                          | 安德魯·弗萊明 | 格蘭特·斯洛斯                        | 2020年10月2日 |
| 9 | 9           | 巴黎的美式拍賣會 An American Auction in Paris | 彼得·勞爾     | 艾莉森·布朗                          | 2020年10月2日 |
| 10 | 10          | 時裝秀取消 Cancel Couture                     | 彼得·勞爾     | 格蘭特·斯洛斯                        | 2020年10月2日 |

#### 第2季（2021年）
| 總集數 | 集數 （季） | 標題                                                                      | 導演                                     | 編劇               | 上線日期       |
| ------ | ----------- | ------------------------------------------------------------------------- | ---------------------------------------- | ------------------ | -------------- |
| 11     | 1           | 你想跟我共度春宵嗎？ Voulez-Vous Coucher Avec Moi?                        | 安德魯·弗萊明                            | 達倫·史塔          | 2021年12月22日 |
| 12     | 2           | 來去聖特羅佩 Do You Know the Way to St. Tropez?                           | 安德魯·弗萊明                            | 格蘭特·斯洛斯      | 2021年12月22日 |
| 13     | 3           | 生日快樂！ Bon Anniversaire!                                              | 安德魯·弗萊明                            | 艾莉森·布朗        | 2021年12月22日 |
| 14     | 4           | 朱爾和小艾 Jules and Em                                                   | 彼得·勞爾                                | 阿里·沃勒和喬·墨菲 | 2021年12月22日 |
| 15     | 5           | 英國人在巴黎 An Englishman in Paris                                       | 凱蒂納·梅迪納·莫拉（Katina Medina Mora） | 莎拉·崔            | 2021年12月22日 |
| 16     | 6           | 瀕臨沸點 Boiling Point                                                    | 凱蒂納·梅迪納·莫拉                       | 艾莉森·布朗        | 2021年12月22日 |
| 17     | 7           | 廚師、小偷、她的鬼和他的情人 The Cook, the Thief, Her Ghost and His Lover | 珍妮佛·阿諾德（Jennifer Arnold）         | 喬·墨菲            | 2021年12月22日 |
| 18     | 8           | 香檳劫 Champagne Problems                                                 | 珍妮佛·阿諾德                            | 達倫·史塔          | 2021年12月22日 |
| 19     | 9           | 香氣與感性 Scents & Sensibility                                           | 安德魯·弗萊明                            | 莎拉·崔            | 2021年12月22日 |
| 20     | 10          | 法國革命 French Revolution                                                | 安德魯·弗萊明                            | 格蘭特·斯洛斯      | 2021年12月22日 |

#### 第3季（2022年）
| 總集數 | 集數 （季） | 標題                                                         | 導演                          | 編劇                      | 上線日期       |
| ------ | ----------- | ------------------------------------------------------------ | ----------------------------- | ------------------------- | -------------- |
| 21     | 1           | 我有兩個摯愛 I Have Two Lovers                               | 安德魯·弗萊明                 | 格蘭特·斯洛斯             | 2022年12月21日 |
| 22     | 2           | 這是怎麼回事 What It's All About...                          | 安德魯·弗萊明                 | 艾莉森·布朗               | 2022年12月21日 |
| 23     | 3           | 鴿派政變 Coo D'état                                          | 安德魯·弗萊明                 | 喬·墨菲                   | 2022年12月21日 |
| 24     | 4           | 艾蜜莉·庫柏在巴黎現場直播 Live from Paris, It's Emily Cooper | 艾琳·埃爾利希（Erin Ehrlich） | 莎拉·崔                   | 2022年12月21日 |
| 25     | 5           | 喔啦啦！巴黎名人榜 Ooo La La Liste                           | 艾琳·埃爾利希                 | 羅賓·希夫（Robin Schiff） | 2022年12月21日 |
| 26     | 6           | 前夫在普羅旺斯 Ex-en-Provence                                | 彼得·勞爾                     | 莉茲·埃尼（Liz Eney）     | 2022年12月21日 |
| 27     | 7           | 如何在10天內甩掉一個設計師 How to Lose a Designer in 10 Days | 凱蒂納·梅迪納·莫拉            | 喬·墨菲                   | 2022年12月21日 |
| 28     | 8           | 時尚犧牲品 Fashion Victim                                    | 凱蒂納·梅迪納·莫拉            | 艾莉森·布朗               | 2022年12月21日 |
| 29     | 9           | 愛在空中 Love Is in the Air                                  | 安德魯·弗萊明                 | 格蘭特·斯洛斯             | 2022年12月21日 |
| 30     | 10          | 假象 Charade                                                 | 安德魯·弗萊明                 | 達倫·史塔                 | 2022年12月21日 |

#### 第4季（2024年）
| 第1部 |    |                                       |               |                                                                    |               |
| 31    | 1  | 破發點 Break Point                    | 安德魯·弗萊明 | 格蘭特·史洛斯（Grant Sloss）                                       | 2024年8月15日 |
| 32    | 2  | 愛情逃亡 Love on the Run              | 安德魯·弗萊明 | 艾莉森·布朗（Alison Brown）                                        | 2024年8月15日 |
| 33    | 3  | 化裝舞會 Masquerade                   | 安德魯·弗萊明 | 喬·墨菲（Joe Murphy）                                              | 2024年8月15日 |
| 34    | 4  | 灰色地帶 The Grey Area                | 彼得·勞爾     | 普拉蒂·斯里尼瓦桑（Prathi Srinivasan）、約書亞·李維（Joshua Levy） | 2024年8月15日 |
| 35    | 5  | 視覺陷阱 Trompe l'oeil                | 艾琳·埃爾利希 | 喬·墨菲                                                            | 2024年8月15日 |
| 第2部 |    |                                       |               |                                                                    |               |
| 36    | 6  | 最後的聖誕節 Last Christmas           | 艾琳·埃爾利希 | 格蘭特·史洛斯                                                      | 2024年9月12日 |
| 37    | 7  | 愛情，不用翻譯 Lost in Translation    | 彼得·勞爾     | 艾莉森·布朗                                                        | 2024年9月12日 |
| 38    | 8  | 馬到成功 Back on the Crazy Horse      | 安德魯·弗萊明 | 莉茲·埃尼、喬·墨菲                                                 | 2024年9月12日 |
| 39    | 9  | 羅馬假期 Roman Holiday                | 安德魯·弗萊明 | 格蘭特·史洛斯、羅賓·希夫                                           | 2024年9月12日 |
| 40    | 10 | 條條大路通羅馬 All Roads Lead to Rome | 安德魯·弗萊明 | 達倫·史塔                                                          | 2024年9月12日 |

## 製作

### 開發

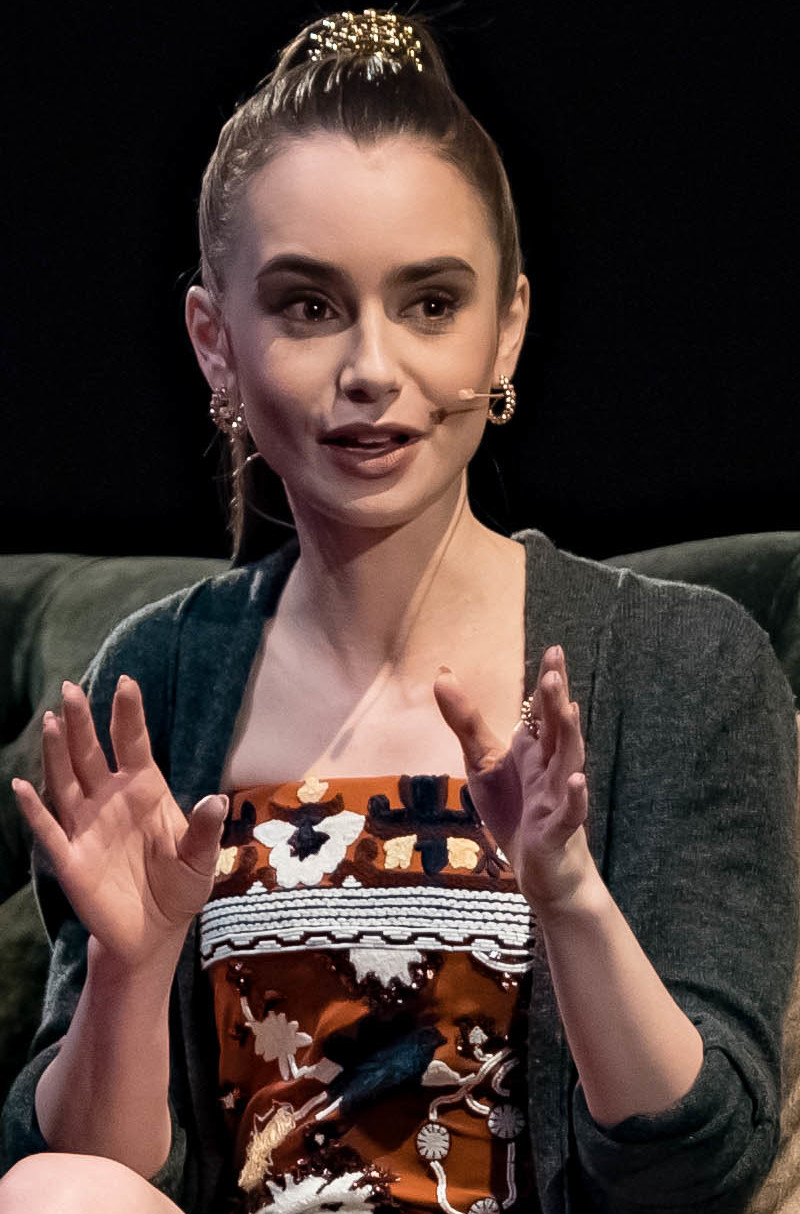
莉莉·柯林斯領銜出演女主角艾蜜莉·庫柏

2018年9月5日，派拉蒙電視網宣佈整季預訂該劇集，第一季共10集，由達倫·史塔開創，他與東尼·赫南德茲（Tony Hernandez）擔當執行監製，製作公司包括赫南德茲的賈克斯媒體。2020年7月13日，劇集的播出平台由派拉蒙電視網轉至Netflix。
2020年11月11日，Netflix續訂第二季。

### 選角
2019年4月3日，莉莉·柯林斯確定出演標題角色艾蜜莉。8月13日，艾希莉·朴確定出演主要角色。9月19日，菲莉普帕妮·萊蘿伊-柏莉烏、盧卡斯·巴禾、山謬·阿諾德、卡蜜兒·塞拉萊和布魯諾·格里加入劇組出演主要角色，凱特·華許、威廉·阿巴迪和阿诺·维亚德（Arnaud Viard）出演常設角色。

### 拍攝

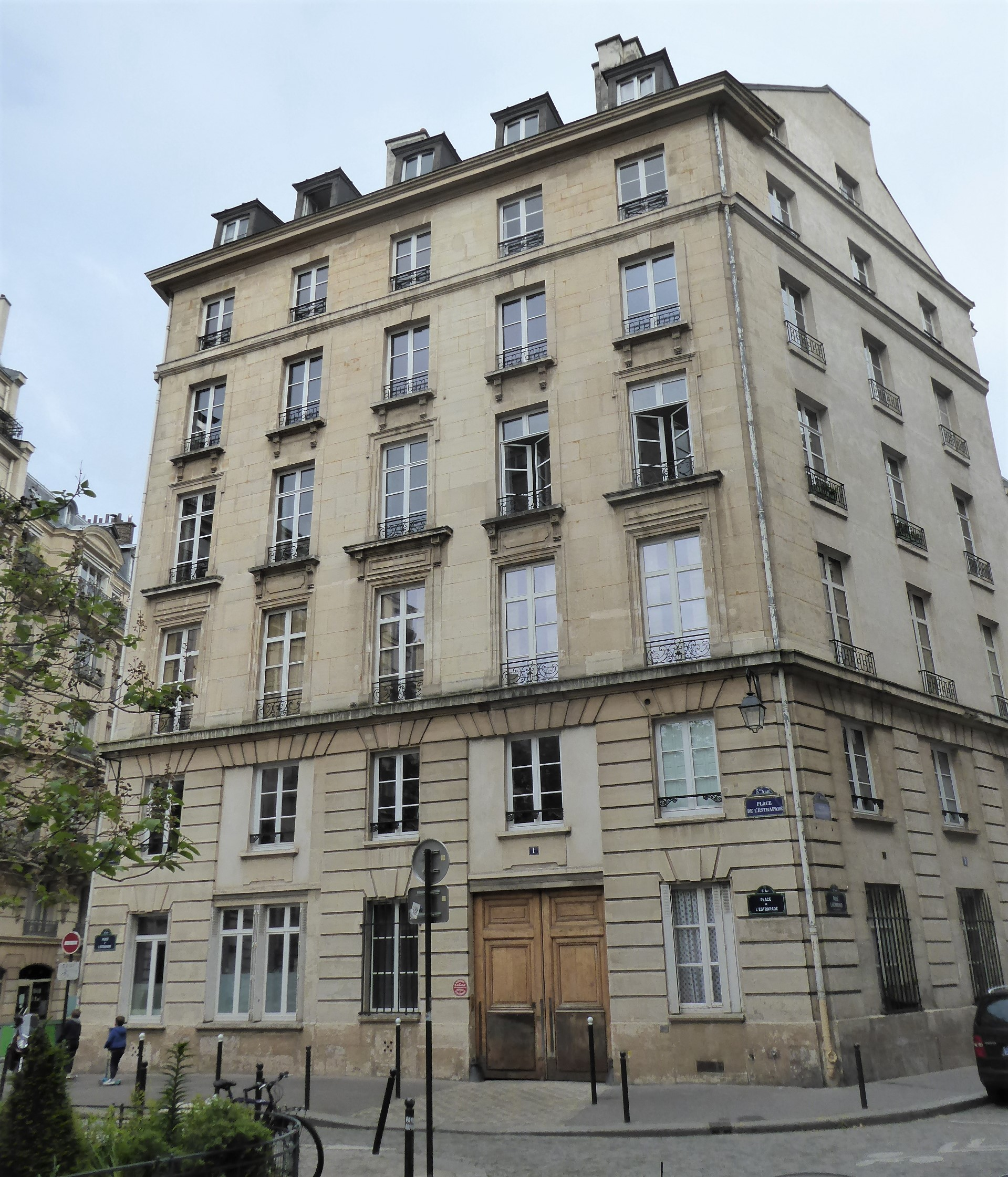
艾蜜莉所住的公寓，真實位置是巴黎第五區的吊刑广场

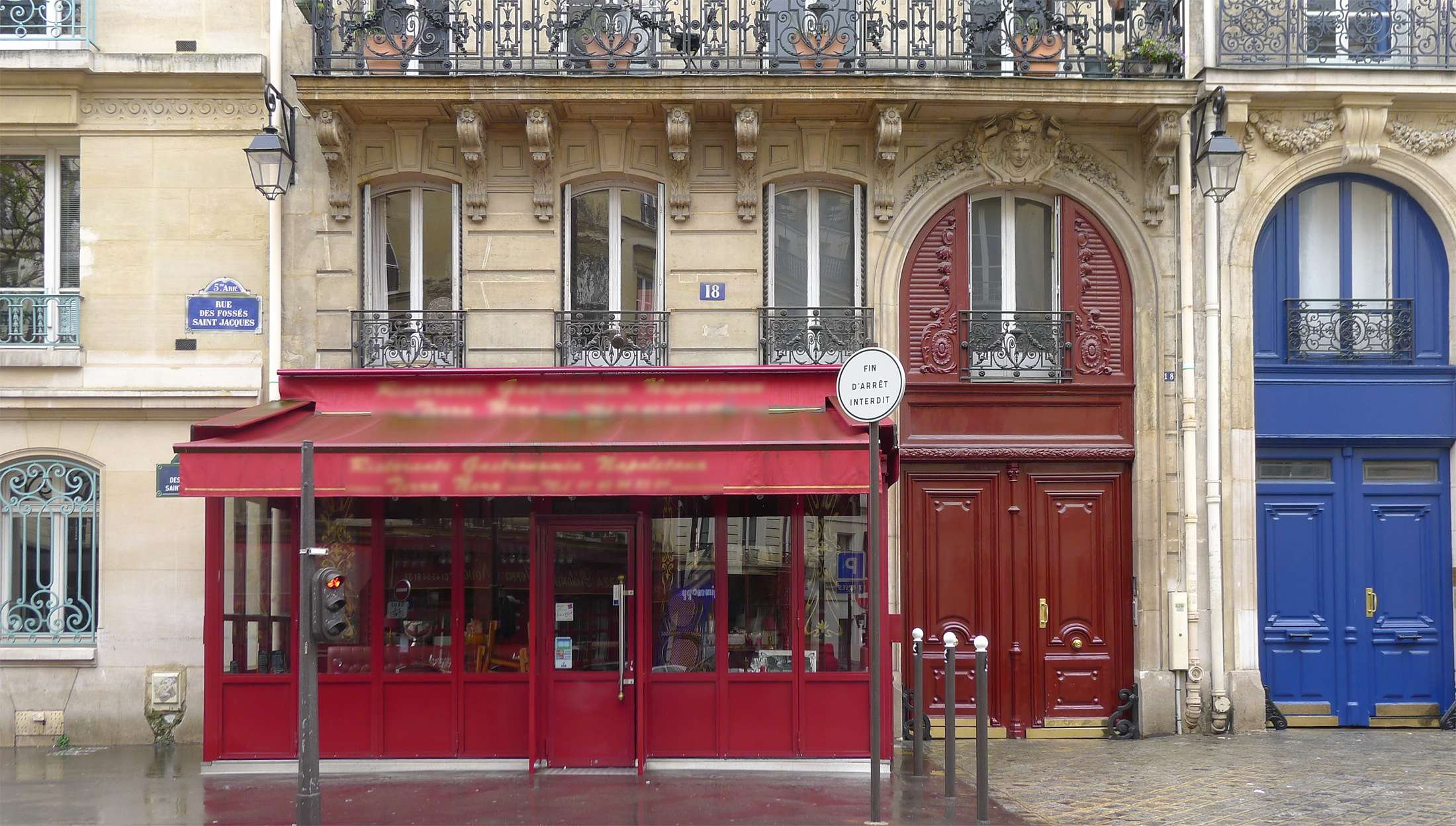
男廚師加百列的餐廳

主體拍攝於2019年8月在法國巴黎及其市區開機，多數外景在巴黎第五區的吊刑廣場拍攝，並在聖但尼的一個製片廠拍攝部分場景。拍攝地還包括安德爾-盧瓦爾省的松奈城堡以及美國的芝加哥。

## 反響

### 評價
在影視匯總點評網站爛番茄上，《艾蜜莉在巴黎》獲得63%的新鮮度，5.67/10分（52位劇評人）。《艾蜜莉在巴黎》在Metacritic網站上得到「普遍好評」，獲得了63/100分（15位劇評人）。
《綜藝》雜誌的編輯編輯丹尼爾·達達里奧（Daniel D'Addario）認為劇集展現了在充滿誘惑的背景下成長的真正意義，並稱讚莉莉·柯林斯是「天生出色的演員，這用於形容她恰如其分」。《娛樂周刊》的編輯克里斯汀·鮑德溫（Kristen Baldwin）給出「B」級評分，「如果需要五個小時的大腦休息時間，《艾蜜莉在巴黎》值得推薦。」《紐西蘭先驅報》認為劇集給人帶來「視覺愉悅」，「柯林斯擁有令人迷戀的小精靈般的魅力」。英國《衛報》的編輯麗貝卡·尼科爾森（Rebecca Nicholson）僅給出一星評價，稱讚柯林斯「輕快活潑」的表演風格，「如果不關注劇情節奏和內因，只是欣賞風景會獲得更好的觀劇體驗。」
《艾蜜莉在巴黎》收到法國多數影評家的負面評價，認為劇集充滿對法國和巴黎的偏見。《首映》雜誌的編輯查爾斯·馬丁（Charles Martin）認為劇中表現出諸如巴黎人很晚上班，對婚姻不忠誠，性別歧視和思想觀念落後等無所不在的刻板印象。

### 觀眾收視
尼爾森媒體調查稱，《艾蜜莉在巴黎》上線當週進入所有串流媒體平台節目收視排行的前十名。

## 發行
《艾蜜莉在巴黎》第一季於2020年10月2日首播。第二季於2021年12月22日首播。Netflix於2022年1月宣佈，有意開拍第三及第四季的部分。第三季於2022年12月21日首播。2024年5月，Netflix計劃將第四季分成兩部播出，並排定第一部於8月15日首播，第二部則於9月12日首播。

## 資料來源
1. 1 2  Andreeva, Nellie; Petski, Denise. . Deadline Hollywood. 2018-09-05  [2018-09-05]. （原始内容存档于2018-09-05） （美国英语）.
2. ↑  Goldberg, Lesley. . The Hollywood Reporter. 2018-09-05  [2018-09-05]. （原始内容存档于2018-09-05） （美国英语）.
3. ↑  Otterson, Joe. . Variety. 2018-09-05  [2018-09-05]. （原始内容存档于2018-09-05） （美国英语）.
4. ↑  Swift, Andy. . TVLine. 2018-09-05  [2018-09-05]. （原始内容存档于2018-09-05） （美国英语）.
5. ↑  Andreeva, Nellie. . Deadline Hollywood. 2020-07-13  [2020-07-13]. （原始内容存档于2020-07-13） （美国英语）.
6. ↑  White, Peter. . Deadline Hollywood. 2020-11-11  [2020-11-11]. （原始内容存档于2021-02-04） （美国英语）.
7. ↑  Andreeva, Nellie. . Deadline Hollywood. 2019-04-03  [2019-08-21]. （原始内容存档于2019-04-03） （美国英语）.
8. 1 2  Petski, Denise. . Deadline Hollywood. 2019-08-13  [2019-08-21]. （原始内容存档于2019-08-13） （美国英语）.
9. ↑  Petski, Denise. . Deadline Hollywood. 2019-09-19  [2020-07-13]. （原始内容存档于2019-09-20） （美国英语）.
10. ↑  . Salut from Paris. 2020-10-13  [2020-10-16]. （原始内容存档于2020-10-18） （美国英语）.
11. ↑  . Val-De-Loire By Sophie. 2019-10-19  [2020-07-13]. （原始内容存档于2020-07-13） （美国英语）.
12. ↑  Swartz, Tracy. . Chicago Tribune. 2019-11-20  [2020-06-28]. （原始内容存档于2019-11-21） （美国英语）.
13. ↑  . Rotten Tomatoes. Fandango Media.   [2020-10-20] （美国英语）.
14. ↑  . Metacritic.   [2020-10-08]. （原始内容存档于2020-10-06） （美国英语）.
15. ↑  D'Addario, Daniel. . Variety. 2020-09-30  [2020-10-01]. （原始内容存档于2020-10-01） （美国英语）.
16. ↑  Baldwin, Kristen. . Entertainment Weekly. 2020-09-30  [2020-10-02]. （原始内容存档于2020-10-02） （美国英语）.
17. ↑  . 2020-10-02  [2020-10-05]. （原始内容存档于2020-10-05） –www.nzherald.co.nz （英语）.
18. ↑  Nicholson, Rebecca. . The Guardian. 2020-10-02  [2020-10-03]. （原始内容存档于2020-10-02） （英国英语）.
19. ↑  Henley, Jon. . The Guardian. 2020-10-06  [2020-10-23]. （原始内容存档于2020-10-23） （英国英语）.
20. ↑  Rahman, Abid. . The Hollywood Reporter. 2020-10-05  [2020-10-23]. （原始内容存档于2020-10-22） （美国英语）.
21. ↑  Martin, Charles.  [Emily in Paris, it's a bit Sex in the City from France (review)]. Premiere (France). 2020-10-01  [2020-10-23]. （原始内容存档于2020-10-24） （法语）.
22. ↑  Freeman, Hadley. . The Guardian. 2020-10-17  [2020-10-23]. （原始内容存档于2020-10-22） （英国英语）.
23. ↑  Thorne, Will. . Variety. 2020-11-05  [2020-11-05]. （原始内容存档于2021-02-26） （美国英语）.
24. ↑  Swift, Andy. . TVLine. 2020-09-01  [2020-09-01]. （原始内容存档于2020-09-01） （美国英语）.
25. ↑  Del Rosario, Alexandra. . Deadline Hollywood. 2021-09-25  [2021-09-25]. （原始内容存档于2021-10-20） （美国英语）.
26. ↑  Goldberg, Lesley. . The Hollywood Reporter. 2022-01-10  [2022-01-10]. （原始内容存档于2022-06-13）.
27. ↑  Hailu, Selome. . Variety. 2024-05-03  [2024-05-03]. （原始内容存档于2024-08-28） （美国英语）.

## 外部連結
- 在Netflix上觀看《艾蜜莉在巴黎》
- 互联网电影数据库（IMDb）上《艾蜜莉在巴黎》的资料（英文）
- 艾蜜莉在巴黎的Instagram帳戶
- 艾蜜莉在巴黎的Facebook專頁